# TSR Wzgórze Różańcowe
TSR Wzgórze Różańcowe – telewizyjna stacja retransmisyjna z wieżą o wysokości 26 m, znajdująca się w Bardzie, zlokalizowana jest na Wzgórzu Różańcowym. Właścicielem obiektu jest EmiTel sp. z o.o.
22 kwietnia 2013 została zakończona emisja programów telewizji analogowej. Tego samego dnia rozpoczęto nadawanie sygnału trzeciego multipleksu w ramach naziemnej telewizji cyfrowej.

## Parametry
- Wysokość posadowienia podpory anteny: 375 m n.p.m.[3]
- Wysokość zawieszenia systemów antenowych: TV: 29 m n.p.t.[3]

## Transmitowane programy

### Programy telewizyjne – cyfrowe
| Nazwa multipleksu | Częstotliwość | Kanał | Moc promieniowana nadajnika | Polaryzacja | Kompresja wizji |
| ----------------- | ------------- | ----- | --------------------------- | ----------- | --------------- |
| MUX 3             | 506,00 MHz    | 25    | 0,011 kW                    | pozioma     | MPEG-4          |

## Nienadawane analogowe programy telewizyjne
| LP | Program              | Właściciel                                 | Częstotliwość | Kanał | Moc nadajnika | Polaryzacja | Data wyłączenia nadajnika |
| -- | -------------------- | ------------------------------------------ | ------------- | ----- | ------------- | ----------- | ------------------------- |
| 1  | TVP1                 | Telewizja Polska S.A.                      | 615,25 MHz    | 39    | 0,06 kW       | pozioma     | 22 kwietnia 2013          |
| 2  | TVP2                 | Telewizja Polska S.A.                      | 479,25 MHz    | 22    | 0,05 kW       | pozioma     | 22 kwietnia 2013          |
| 3  | TVP Info/TVP Wrocław | Telewizja Polska S.A. oddział we Wrocławiu | 751,25 MHz    | 56    | 0,06 kW       | pozioma     | 22 kwietnia 2013          |